# Bordeaux sexdagars
Bordeaux sexdagars var ett franskt sexdagarslopp i bancykling som avhölls i Vélodrome de Bordeaux årligen från 1989 till 1997. Det hölls i november med undantag för den första upplagan som gick i december och den sista som kördes i oktober.

## Podieplaceringar
| År   | Vinnare                                  | Tvåa                                          | Trea                                    |
| 1989 | Pierangelo Bincoletto Laurent Biondi     | Gilbert Duclos-Lassalle Etienne de Wilde      | Volker Diehl Marc Meilleur              |
| 1990 | Gilbert Duclos-Lassalle Etienne De Wilde | Anthony Doyle Pascal Lino                     | Pierangelo Bincoletto Laurent Biondi    |
| 1991 | Laurent Biondi Gilbert Duclos-Lassalle   | Pascal Lino Peter Pieters                     | Pierangelo Bincoletto Silvio Martinello |
| 1992 | Pascal Lino Peter Pieters                | Gilbert Duclos-Lassalle Jens Veggerby         | Adriano Baffi Pierangelo Bincoletto     |
| 1993 | Adriano Baffi Giovanni Lombardi          | Pierangelo Bincoletto Gilbert Duclos-Lassalle | Urs Freuler Peter Pieters               |
| 1994 | Kurt Betschart Bruno Risi                | Adriano Baffi Giovanni Lombardi               | Pierangelo Bincoletto Charly Mottet     |
| 1995 | Frédéric Magné Etienne De Wilde          | Silvio Martinello Marco Villa                 | Adriano Baffi Pierangelo Bincoletto     |
| 1996 | Silvio Martinello Marco Villa            | Jimmi Madsen Jens Veggerby                    | Danny Clark Matthew Gilmore             |
| 1997 | Silvio Martinello Marco Villa            | Kurt Betschart Bruno Risi                     | Matthew Gilmore Etienne De Wilde        |